# 華渓寺
華渓寺（かけいじ）は、大垣市曽根町にある臨済宗妙心寺派の寺院。山号は曹源山（そうげんざん）。

## 歴史
寺伝では天正4年（1576年）の創建と伝わる。曽根城主稲葉一鉄（良通）の母の菩提寺として、その十七回忌の折に創建。寺号は、母親の戒名「華渓寺殿涼臺宗薫大禅定尼」に拠る。創建開山は、南化玄興である。
その後、南化玄興が去ると、一時衰退、無住寺院となる。 寛文7年（1667年）7月、曽根村の稲津家、長谷川家、および村民により草庵が建てられ、勢州古川村（現在の三重県津市）の龍津寺より合湛首座を住持として迎え、同8年（1668年）9月、妙心寺の末寺となる。 さらに、17世紀後半には稲津家の３代目当主・種正により、改めて佛鑑和尚を中興開山として招き、華渓寺は再興された。
ちなみに、稲津家は幕末の勤王の志士で、日本の李白といわれた漢詩人、梁川星巌（やながわせいがん）の生家でもある。
享保19年（1734年）10月、5世逸仙和尚の時代に揖斐川や支流の平野井川の氾濫の被害を避けるため、慶長6年（1601年）に廃城となっていた曽根城の本丸跡へ移築。
7世の太隨和尚は梁川星巌の大叔父にあたり、星巌が幼少の頃より華渓寺で学問を教えた。
昭和62年（1987年）、稲葉一鉄の400年遠忌の折、一鉄と一鉄の母親の墓を開眼。
現在、境内には梁川星巌記念館や自噴井曽根華渓寺の福水などがある。
華渓寺の建つ曽根城跡は大垣市の史跡に指定されている。その他、稲葉一鉄愛用の能面や梁川星巌関連の数点が大垣市の重要文化財に指定されている。

### 年表
- 天正4年（1576年） 稲葉一鉄の母親の菩提を弔うために南化玄興を開山に迎え、創建される
- 寛文7年（1667年） 無住寺院の時期を経て、曽根村の住民により草庵が建てられる
- 寛文8年（1668年） 妙心寺派となる
- 17世紀後半　佛鑑祖圓を中興に迎え、再興
- 享保19年（1734年）　曽根城跡へ移築される
- 1800年前後　梁川星巌が華渓寺にて太随和尚より学問を学ぶ
- 昭和62年（1987年） 一鉄の没後400年で一鉄と一鉄の母親の墓を建立

## 梁川星巌記念館
- 梁川星巌に関連する資料（直筆の漢詩や書簡、肖像画など）の他、華渓寺、曽根城に関する資料を展示する。
- 入館料は無料である。開館時間は8:00から17:00（3月から9月）、9:00から16:00（10月から2月）である。休館日は無い（都合による臨時休館はある）。

## 文化財

### 大垣市指定重要文化財[1]
- 能面翁（伝日光作）（附 蒔絵箱）
- 梁川星巌七絶 吉野懐古
- 梁川星巌詫状及び起請文
- 庚申像

### 大垣市指定史跡
- 曽根城跡[2]

## 所在地
岐阜県大垣市曽根町一丁目772番地1

## 交通アクセス
- JR東海道線大垣駅からタクシーで約15分
- 東海環状自動車道大垣西インターチェンジより車で約15分